# Oleg Borissowitsch Kulik

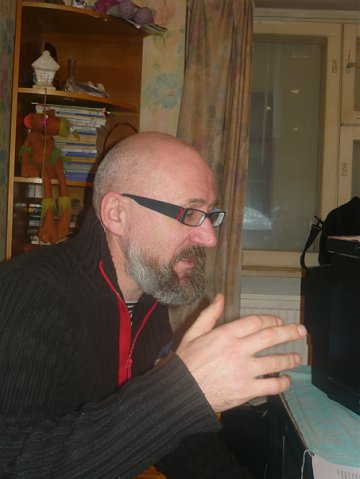
Oleg Kulik (2009)

Oleg Borissowitsch Kulik (russisch Оле́г Бори́сович Кули́к; * 15. April 1961 in Kiew, Ukrainische SSR) ist ein russischer Aktionskünstler.

## Biografie
Kulik absolvierte eine Kunstschule und studierte Geologie. Nach seinem Studium nahm er an geologischen Expeditionen nach Kamtschatka und der Oblast Tjumen teil, zeitweise lebte er in einem Dorf in der Oblast Twer. Von 1984 bis 1986 leistete er seinen Wehrdienst ab, anschließend  heiratete er und zog nach Moskau.
Nach dem Ende der Sowjetunion betreute er zunächst die Moskauer Galerie „Regina“ als Kurator. 1994 organisierte Kulik mit Alexander Brener eine Performance vor der Moskauer Galerie von Marat Gelman, bei der er als kläffender Hund auftrat, dieselbe Aktion wiederholte er im April 1995 vor der Kunsthalle Zürich sowie in Stockholm und in New York.
Kuliks Aktionen, bei denen er oft nackt auftrat, wie auch seine Bilder und Fotografien, auf denen er zum Teil Sex mit Tieren nachstellte, provozierten häufig die Öffentlichkeit. 2008 wurden einige seiner Bilder auf der Pariser Kunstmesse Foire internationale d’art contemporain von der Polizei beschlagnahmt. 2009 inszenierte Kulik die Marienvesper und das Oratorium Messiah von Georg Friedrich Händel für das Pariser Théâtre du Châtelet.
Das Künstlerkollektiv Woina formierte sich in Kuliks Werkstatt: „Sie stehen in der Tradition der ‚Narren in Christo‘“, deren Verrücktheit in Russland seit dem Mittelalter respektiert wird.